# Revolutiebouw

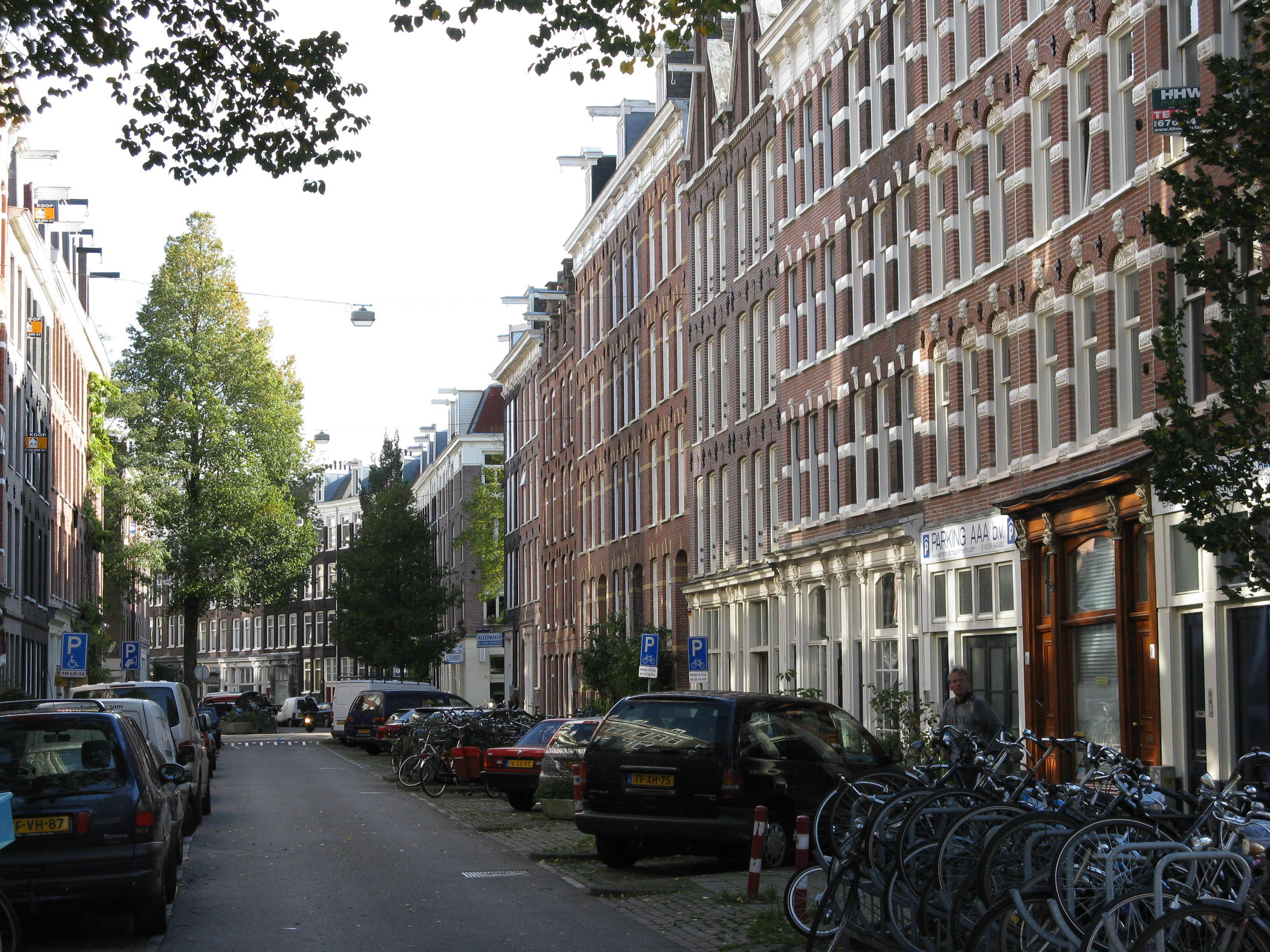
Een voorbeeld van revolutiebouw in De Pijp, Amsterdam

Op het einde van de negentiende eeuw werden grootschalige nieuwe wijken gebouwd, vaak zonder planmatige aanpak en oog voor de lange termijn. Deze manier van bouwen staat bekend als revolutiebouw en is synoniem geworden voor slecht gebouwde huizen. Revolutiebouw wordt ook wel speculatiebouw genoemd.

## Verklaring term

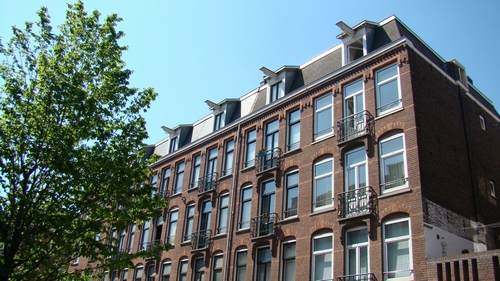
Revolutiebouw in de Staatsliedenbuurt, Amsterdam

De achtergrond van de term revolutiebouw komt voort uit de verruiming van het werkterrein van de banken, die een revolutie mogelijk maakte in de woningbouw. De banken gingen zich vanaf de jaren zeventig van de 19e eeuw bezighouden met het verlenen van krediethypotheken ter financiering van het bouwproces, wat vooral speculanten aantrok. Zo kon voor het eerst een begin worden gemaakt met de bouw van goedkope arbeiderswoningen van zeer matige kwaliteit. Het enige wat voor het bouwen van woningen nodig was, was een stuk grond en enige kredietwaardigheid, waarbij de grond en de nieuwbouw als onderpand dienden. Zo zorgde voortaan het bankwezen voor financiële middelen om de bouw te bekostigen, wat vanaf 1870 een revolutie en bouwexplosie teweegbracht in de grote steden. Speculanten c.q. beleggers zinspeelden op een aanhoudend tekort aan woonruimte in de steden, waardoor de huren en de waarde van de woningen zouden stijgen.

## Bevolkingsexplosie in de steden
Ten tijde van de industriële revolutie trokken veel mensen naar de grote stad, waar de industrie zich had gevestigd. Tussen 1875 en 1900 verdubbelde de bevolking in de meeste Nederlandse steden, er moesten snel meer huizen gebouwd worden. Traditionele vakbekwame bouwers konden niet aan de vraag voldoen en al snel veroverden vaak onbekwame en onbemiddelde ondernemers een groot deel van de markt. Grote nieuwe wijken werden in noodtempo uit de grond gestampt. De nieuwe particuliere bouwers deden dit zonder enige planmatige aanpak of oog voor de lange termijn en gebruikten vaak goedkope materialen. Enkele manco's uit die tijd: slecht geschoolde bouwvakkers, gebruik van te nat hout of goedkopere houtsoorten die gevoelig waren voor houtrot, slechte mortel, stenen die niet doorbakken waren, verf in hoofdzaak gemaakt van water en krijt, en onvoldoende fundering: vaak werden minder heipalen geslagen dan de bouwtekening aangaf of, om de schijn te wekken, werden kortere paalstukken aan de vloerbalken gehangen. Bouwfraude kende men in die tijd ook al: leveranciers leverden kortere palen dan volgens de bouwtekeningen en bodem noodzakelijk waren, en misschien waren ook wel kortere (lees: goedkopere) besteld door de opdrachtgever. De bouw door dergelijke veelal malafide ondernemers in deze periode zou later bekend worden als revolutiebouw.
De nieuwe wijken werden volgebouwd met smalle diepe huizen, meestal drie of vier verdiepingen hoog, verdeeld in voor- en achterwoningen, elk zo'n 25 vierkante meter groot. Gevels waren vaak 5 tot 6 meter breed, en de panden waren vaak zo'n 12 meter diep. Revolutiebouw uit de laatste decennia van de 19e eeuw is veelal te herkennen aan twee voordeuren op de begane grond, een voor de benedenverdieping met woning of winkel, en een voor het trappenhuis naar boven, drie vensters breed, bekroond door een witte daklijst met een kap en hijsbalk. Grote gezinnen, vaak 5 tot 7 personen: vader en moeder met hun kinderen, woonden in een paar kleine, donkere, tochtige en vochtige kamers. Met de Woningwet van 1901 werd een begin gemaakt met de doelbewuste overheidszorg voor het wonen. Deze wet verplichtte gemeenten bouwvoorschriften op te stellen die de kwaliteit van de woningbouw in positieve zin moesten beïnvloeden, betere en grotere woningen en uitbreidingsplannen die van overheidswege werden gecontroleerd.

## Amsterdam
Vooral in Amsterdam vinden we veel revolutiebouw. De bevolking groeit in de tweede helft van de 19e eeuw van 180.000 naar 520.000 in 1900. De bevolkingsexplosie maakt stadsuitbreiding noodzakelijk zoals op Kattenburg. Voor het eerst gaat Amsterdam bouwen buiten de Singelgracht, hier verrijzen na 1875 slecht gebouwde volkswijken zoals (van Oost naar West) de Indische Buurt, de Dapperbuurt, de Pijp, de Kinkerbuurt en de Staatsliedenbuurt. In januari 1899 stortten negen panden aan de Jan Pieter Heijestraat in Amsterdam in. In september van dat jaar trof drie panden op de hoek van de Dapperstraat en de Pieter Nieuwlandtstraat hetzelfde lot. In januari 1900 stortten nog eens vier panden in, deze keer aan de Amsterdamse Sint Willibrordusstraat. Het leidde tot groeiende politieke steun voor strengere bouwvoorschriften, gemeentelijk bouw- en woningtoezicht en voor de Woningwet, die door het parlement moest worden goedgekeurd.
Na invoering van de Woningwet in 1902 en de Amsterdamse bouwverordening van Tellegen in 1905 werd er degelijker gebouwd. Dat zien we in Plan Zuid van Berlage, Plan West, de Spaarndammerbuurt, Watergraafsmeer (Betondorp) en de tuindorpen in Amsterdam-Noord.

## Den Haag
In Den Haag was/is in de Schilderswijk veel revolutiebouw te vinden, maar veel huizen uit die periode zijn inmiddels gesloopt.

## Rotterdam
Een voorbeeld in Rotterdam is het Oude Westen, daar werd gebouwd zonder enig stedenbouwkundig uitbreidingsplan. Dit kwam mede doordat Rotterdam tot aan de stadsgrenzen was volgebouwd. In de weilanden van buurgemeente Delfshaven, net over de grens met Rotterdam, ontstonden straten met woningen waar veel behoefte aan was. Voor de bouwende speculanten was het zeer aantrekkelijk dat Delfshaven een veel minder strenge bouwverordening hanteerde dan Rotterdam. De wijk 'Oude Westen' is hiervan het resultaat. De vijfhonderd meter lange straten liepen ononderbroken door van Kruiskade tot Binnenweg. De meeste er aan gebouwde huizen zijn vanwege de slechte kwaliteit in de stadsvernieuwingsperiode rond 1980 door nieuwbouw vervangen. In het nieuwe plan werden ook dwarsstraten geprojecteerd.